# Böttingerhaus

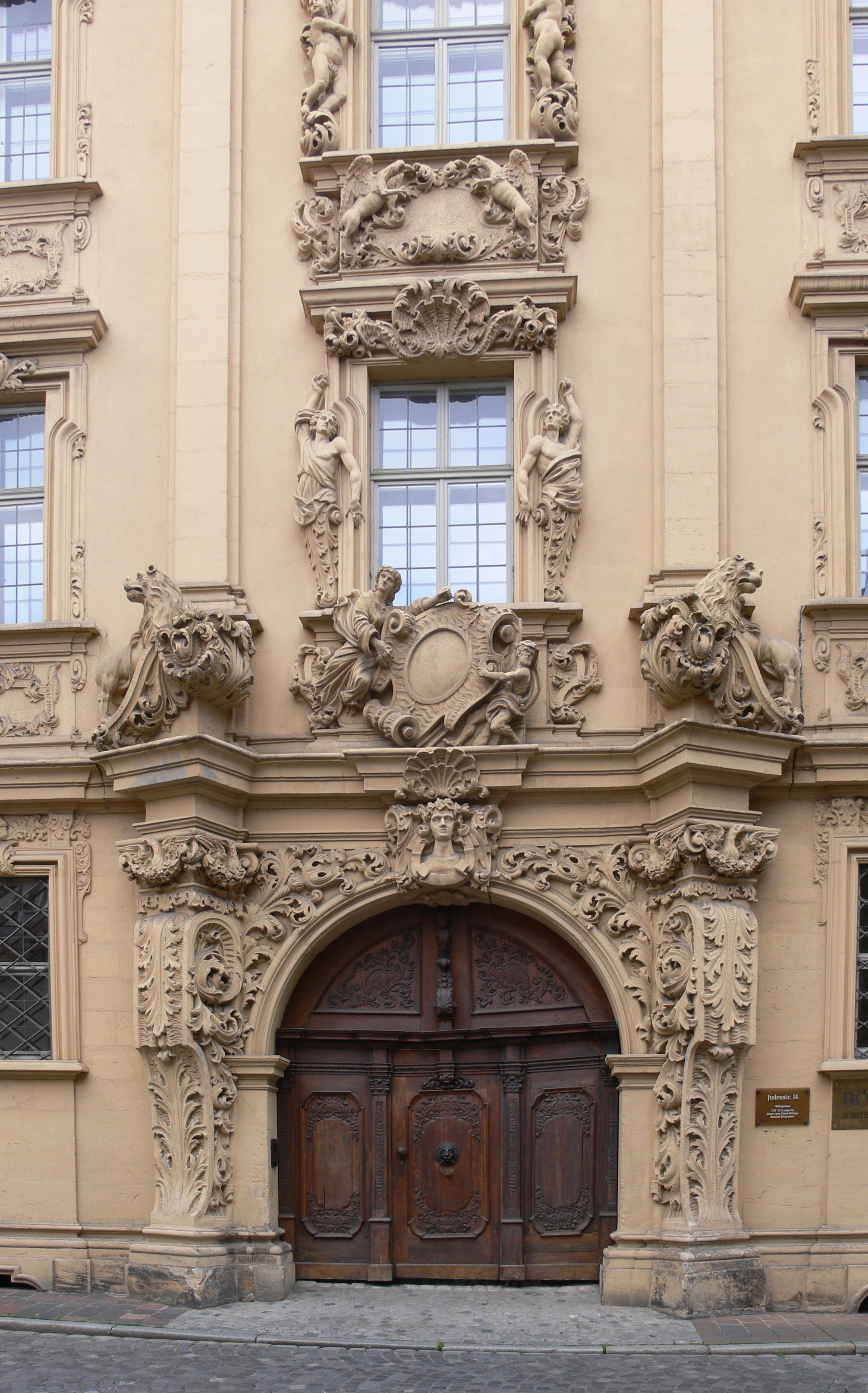
Portale su Judenstrasse, settembre 2008

La Böttingerhaus, temporaneamente chiamata anche Prellshaus, è un palazzo situato sulla Judenstrasse nella città di Bamberga. È una delle strutture civili più importanti del periodo barocco nella Germania meridionale.

## Storia
L'edificio fu commissionato dal consigliere privato e direttore generale del distretto, Johann Ignaz Michael Tobias Böttinger, e costruito nel periodo 1707-1713. Modellato su palazzi italiani, mostrò, in modo impressionante ai contemporanei, la prosperità del costruttore che proveniva dalla classe media e può essere usato come un classico esempio dell'ascesa di questa classe della popolazione nel XVIII secolo.
I beni e gli edifici di Böttinger includono la Böttingerhaus, la Villa Concordia (Böttingerhaus 2) a Bamberga, la sua proprietà sulla Milchweg, la Böttingersche Landhaus a Stegaurach e la Schlösschen a Kolmsdorf.
L'autore del progetto è stato l'architetto Johann Dientzenhofer, anche se alcuni lo accreditano allo sconosciuto Johann Ammon.
La facciata doveva essere adattata alle condizioni ristrette della pianta della città, una sfida particolare per l'architetto. La facciata a undici assi è suddivisa in un edificio principale con cinque e due annessi con tre assi ciascuno. Quest'ultimo ritorna a sud-est, seguendo approssimativamente la curvatura della via Unterer Stephansberg.
Oltre alla struttura verticale della facciata per motivi topografici, la decorazione doveva anche essere adattata allo spazio limitato con poca luce naturale. Mentre tradizionalmente la decorazione più importante si ha soprattutto al primo piano, e poi diminuisce ad ogni piano superiore, nel caso della Böttingerhaus aumenta gradualmente ad ogni piano e persino nelle ampie strutture delle finestre dell'abbaino.
L'interno della casa è caratterizzato da un'imponente scalinata, camere sontuosamente arredate e un cortile decorato. Le ricche decorazioni a stucco furono create da Johann Jakob Vogel, che a quel tempo era attivo a Bamberga e i dipinti da Johann Georg Bogner e Johann Jakob Gebhard. Una particolarità dell'edificio è la connessione al giardino, le cui terrazze sono accessibili da ogni piano dell'ala posteriore.
Fino al 1992 ha ospitato una galleria d'arte ma ora non è più aperto al pubblico.